# Foz do Iguaçu / Cataratas International Airport
Foz do Iguaçu / Cataratas International Airport (portugisiska: Aeroporto Internacional de Foz do Iguaçu / Cataratas) är en flygplats i Brasilien.   Den ligger i kommunen Foz do Iguaçu och delstaten Paraná, i den södra delen av landet, 1 300 km sydväst om huvudstaden Brasília. Foz do Iguaçu / Cataratas International Airport ligger 239 meter över havet.
Terrängen runt Foz do Iguaçu / Cataratas International Airport är platt. Runt Foz do Iguaçu / Cataratas International Airport är det tätbefolkat, med 735 invånare per kvadratkilometer.. Närmaste större samhälle är Foz do Iguaçu, 11,4 km nordväst om Foz do Iguaçu / Cataratas International Airport.
I omgivningarna runt Foz do Iguaçu / Cataratas International Airport växer i huvudsak städsegrön lövskog.